# Sigambra pettiboneae
Sigambra pettiboneae är en ringmaskart som beskrevs av Hartmann-Schröder 1979. Sigambra pettiboneae ingår i släktet Sigambra och familjen Pilargidae. Inga underarter finns listade i Catalogue of Life.